# 1992 TC

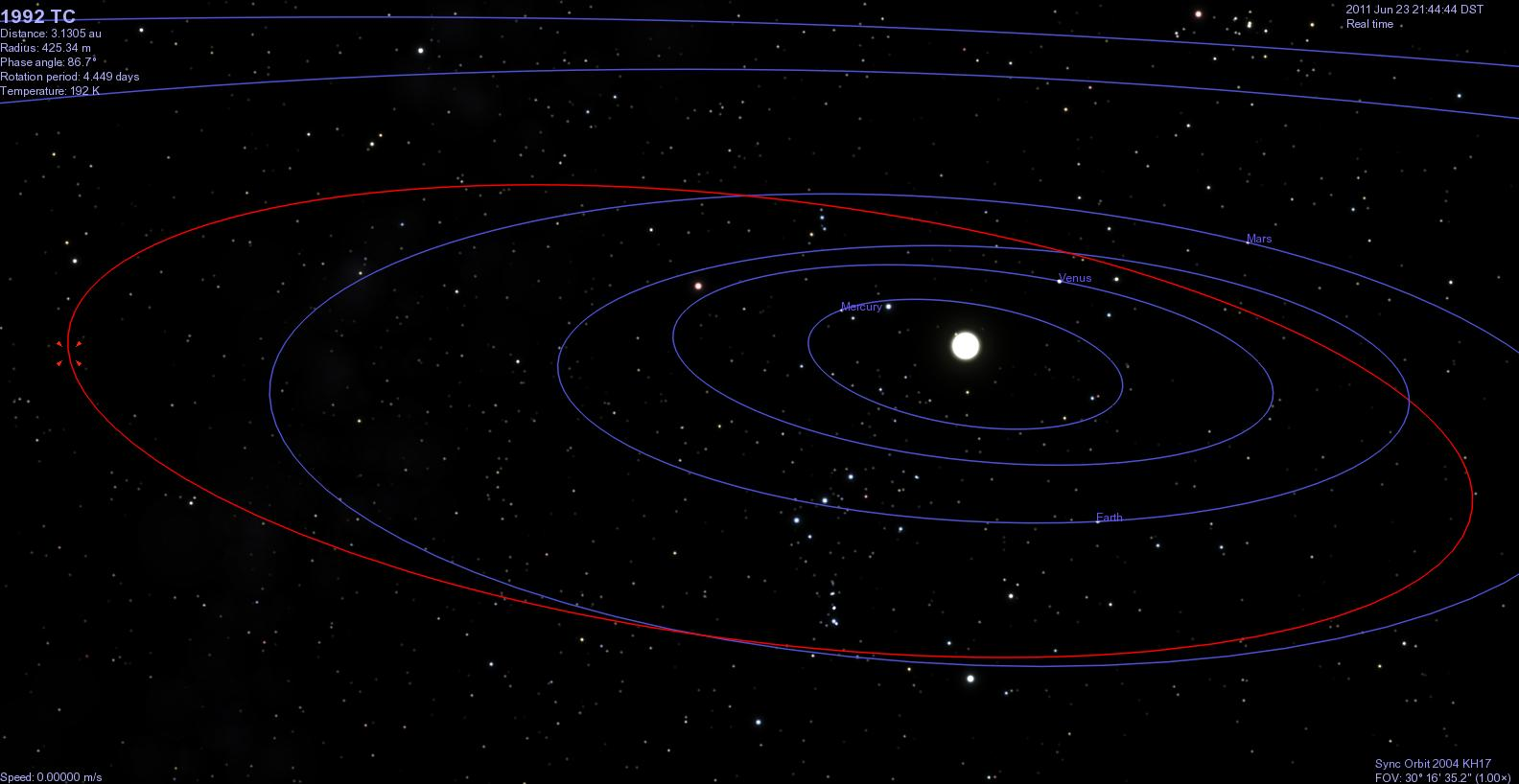
1992 TC

1992 TC är en asteroid i huvudbältet som upptäcktes den 1 oktober 1992 av den australiensiske astronomen Robert H. McNaught vid Siding Spring-observatoriet.
Den tillhör asteroidgruppen Amor.